# Campionati europei di ciclismo su strada 2021 - Staffetta mista
La staffetta a squadre mista Uomini/Donne dei Campionati europei di ciclismo su strada 2021, terza edizione della prova, si è svolta l'8 settembre 2021 su un percorso di 44,8 km km con partenza ed arrivo a Trento, in Italia. La medaglia d'oro è stata appannaggio del sestetto dell'Italia, il quale ha completato il percorso con il tempo di 51'59"01; l'argento è andato al sestetto della Germania e il bronzo a quello dei Paesi Bassi.
Al traguardo 8 nazionali, di 8 alla partenza, hanno portato a termine la competizione.

## Ordine d'arrivo
| Pos. | Corridore | Squadra     | Tempo    |
| ---- | --- | ----------- | -------- |
| 1    | Matteo Sobrero Filippo Ganna Alessandro De Marchi Elena Cecchini Marta Cavalli Elisa Longo Borghini          | Italia      | 51'59"01 |
| 2    | Miguel Heidemann Justin Wolf Max Walscheid Corinna Lechner Mieke Kröger Tanja Erath                          | Germania    | a 21"    |
| 3    | Koen Bouwman Jos van Emden Bauke Mollema Floortje Mackaij Amy Pieters Demi Vollering                         | Paesi Bassi | a 27"    |
| 4    | Bruno Armirail Benjamin Thomas Alexis Gougeard Eugénie Duval Coralie Demay Gladys Verhulst                   | Francia     | a 1'29"  |
| 5    | Maximilian Schmidbauer Felix Ritzinger Felix Gall Sarah Rijkes Kathrin Schweinberger Christina Schweinberger | Austria     | a 3'25"  |
| 6    | Pëtr Rikunov Artëm Ovečkin Pavel Kočetkov Tamara Dronova Tatiana Antoshina Margarita Syradoeva               | Russia      | a 3'35"  |
| 7    | Daniil Nikulin Mykhaylo Kononenko Oleksandr Golovash Valeriya Kononenko Ganna Solovei Olga Shekel            | Ucraina     | s.t.     |
| 8    | Damian Bienek Damian Slawek Damian Papierski Dorota Przezak Paulina Pastuszek Patrycja Lorkowska             | Polonia     | 3'53"    |